# Samuel Aroni
Samuel Aroni, russisch Сэмюэл Арони, Geburtsname Samuil Dawidowitsch Tscherwinski, russisch Самуил Давидович Червинский (* 26. Mai 1927 in Kischinau; † 20. April 2022) war ein sowjetisch- bzw. moldauisch-US-amerikanischer Bauingenieur und Werkstoffkundler.

## Leben
Samuel wuchs in der wohlhabenden Familie des David Aronowitsch Tscherwinski und seiner Frau Klara Leibowna Apoteker auf. Sein Großvater Leib Apoteker betrieb die Herstellung von Leder- und Wollwaren und war einer der reichsten Geschäftsleute in Kischinau. Leib Apotheker wurde 1940 verhaftet und nach Sibirien verbannt, wo er starb. Samuels Vater war nach der Heirat in die Firma seines Schwiegervaters als Partner eingetreten. In der Familie wurde russisch gesprochen, doch Samuel lernte auch Rumänisch und Jiddisch. Während des Deutsch-Sowjetischen Krieges wurde Samuel mit Eltern und Verwandten 1941 im Ghetto Kischinau eingeschlossen. Im Oktober 1941 gelang es den Eltern, durch Bestechung der rumänischen Wächter mit ihrem versteckten Schmuck die Flucht zu organisieren. Am 15. Oktober 1941 gelangten Samuel mit Eltern, sechsjährigem Bruder, Onkeln und Tanten durch eine Lücke im Zaun zum Bahnhof Kischinau und dann mit gefälschten Dokumenten nach Bukarest. Alle versteckten sich zunächst einzeln bei Bekannten und dann in einer vorbereiteten Wohnung. Nach einer Anzeige wurden am 24. November 1941 die Eltern und andere Erwachsene verhaftet und nach Transnistrien in das Lager Domanjowka deportiert. Samuel und sein Bruder dagegen konnten wegrennen und sich bei rumänischen Verwandten in Bukarest und dann in Galatz verstecken. Am 9. Juli 1944 gelang es ihnen, in Constantza auf das Schiff Kasbek zu kommen, das illegal Rumänien verließ. Durch die Türkei gelangten sie nach Palästina. Alle im Ghetto Kischinau zurückgebliebenen Verwandten einschließlich der Großeltern wurden getötet. Samuel nahm in Palästina den Familiennamen Aroni an nach seinem im Ghetto Kischinau getöteten Großvater Aron-Josef Tschwerwinski, Anhänger des chassidischen Rabbiners Jankele-Josef Twerski aus Skwira (sein Bruder nahm den Familiennamen Aharoni an).
Samuel Aroni studierte Bauingenieurwesen an der Universität Melbourne mit Bachelor-Abschluss 1955. Er blieb dort und studierte weiter Städtebau und Regionalplanung bis 1956. 1955–1963 arbeitete er dort als Dozent.
1963 wechselte Aroni als Teaching Fellow an die University of California, Berkeley, wo er 1965 den Master-Grad für Ingenieurbau und Mechanik erhielt und 1966 mit seiner Dissertation Slender Prestressed Concrete Columns zum Ph.D. promoviert wurde. 1966–1967 war er Associate Professor am San Francisco State College und 1967–1970 Research Engineer der American Cement Corporation in Riverside (Kalifornien).
1970 wurde Aroni als Professor an die Graduate School of Architecture and Urban Planning der University of California, Los Angeles (UCLA) berufen. 1974–1975 und 1983–1985 war er dort Acting Dean. 1991 wurde er emeritiert und wurde Director for Special Academic Cooperative Projects, International Studies and Overseas Programs der UCLA.
Aroni veröffentlichte grundlegende Arbeiten zur Städte- und Regionalplanung, zur Werkstoffkunde und Baumechanik. Er übersetzte aus dem Russischen W. W. Bolotins Monografie Statistical Methods in Structural Mechanics (Holden Day, 1969). Er beriet das Advisory Committee to the Department of Housing and Urban Development der National Academy of Sciences und der National Academy of Engineering. Er nahm an vielen internationalen Konferenzen teil. Er wurde zum zweiten World Congress of Engineers and Architects 1970 in Israel eingeladen, wo er in das Exekutivkomitee des International Technical Corporation Center  gewählt wurde (mit Wiederwahl 1973). 1972–1974 leitete er eine große internationale Systemanalyse-Gruppe am World Institute in Jerusalem für ein israelisches Wohnungsbau-Projekt. 1976–1978 war er Mitglied des Komitees für sozioökonomische Effekte der Erdbebenvorhersage der National Academy of Sciences und der National Academy of Engineering. 1983 wurde er in das Board of Governors der Ben-Gurion-Universität im Negev gewählt. Er initiierte und organisierte das Joint U.S. - Romanian Seminar on Earthquakes and Energy in Bukarest 1985.
1995 veröffentlichte Aroni ein Erinnerungsbuch über das Ghetto Kischinau und seine Flucht (International Studies and Overseas Programs ISOP, Los Angeles 1995, 156 S.). Er war seit 1956 mit Malka Kornfeld verheiratet und Vater zweier Töchter. Aroni starb am 20. April 2022 im Alter von 94 Jahren.